# Paul Pîrvulescu
Paul Ovidiu Pîrvulescu (sinh ngày 11 tháng 8 năm 1988) là một cầu thủ bóng đá người România thi đấu cho Gaz Metan Mediaș ở vị trí hậu vệ trái và tiền vệ chạy cánh trái.

## Sự nghiệp câu lạc bộ

### Steaua București
Ngày 4 tháng 1 năm 2012, Steaua București ký hợp đồng với Pîrvulescu. Cầu thủ đặt bút ký vào bản hợp đồng 5 năm với câu lạc bộ.

### Wisła Płock
Vào ngày 23 tháng 6 năm 2017 anh ký hợp đồng với Wisła Płock.

## Thống kê
Chính xác tính đến ngày 10 tháng 5 năm 2016
| Câu lạc bộ          | Mùa giải            | Giải vô địch | Giải vô địch | Cúp     | Cúp       | Cúp Liên đoàn | Cúp Liên đoàn | Châu Âu | Châu Âu   | Khác    | Khác      | Tổng    | Tổng      |
| Câu lạc bộ          | Mùa giải            | Số trận      | Bàn thắng    | Số trận | Bàn thắng | Số trận       | Bàn thắng     | Số trận | Bàn thắng | Số trận | Bàn thắng | Số trận | Bàn thắng |
| ------------------- | ------------------- | ------------ | ------------ | ------- | --------- | ------------- | ------------- | ------- | --------- | ------- | --------- | ------- | --------- |
| Gaz Metan Mediaș    | 2006–07             | ?            | ?            | ?       | ?         | -             | -             | -       | -         | -       | -         | ?       | ?         |
| Gaz Metan Mediaș    | 2007–08             | ?            | ?            | ?       | ?         | -             | -             | -       | -         | -       | -         | ?       | ?         |
| Gaz Metan Mediaș    | 2008–09             | 16           | 1            | 0       | 0         | -             | -             | -       | -         | -       | -         | 16      | 1         |
| Gaz Metan Mediaș    | 2009–10             | 29           | 2            | 0       | 0         | -             | -             | -       | -         | -       | -         | 29      | 2         |
| Gaz Metan Mediaș    | 2010–11             | 29           | 4            | 0       | 0         | -             | -             | -       | -         | -       | -         | 29      | 4         |
| Gaz Metan Mediaș    | 2011–12             | 12           | 1            | 3       | 0         | -             | -             | 3       | 0         | -       | -         | 18      | 1         |
| Tổng cộng           | Tổng cộng           | 118          | 11           | 3       | 0         | -             | -             | 3       | 0         | -       | -         | 124     | 11        |
| Steaua București    | 2011–12             | 13           | 1            | 0       | 0         | -             | -             | 0       | 0         | -       | -         | 13      | 1         |
| Steaua București    | 2012–13             | 12           | 0            | 2       | 0         | -             | -             | 4       | 0         | -       | -         | 18      | 0         |
| Steaua București    | 2013–14             | 15           | 1            | 3       | 0         | -             | -             | 2       | 0         | 0       | 0         | 20      | 1         |
| Steaua București    | 2014–15             | 6            | 0            | 0       | 0         | 1             | 0             | 3       | 0         | 1       | 0         | 11      | 0         |
| Tổng cộng           | Tổng cộng           | 46           | 2            | 5       | 0         | 1             | 0             | 9       | 0         | 1       | 0         | 62      | 2         |
| Viitorul Constanța  | 2014–15             | 1            | 0            | -       | -         | -             | -             | -       | -         | -       | -         | 1       | 0         |
| Tổng cộng           | Tổng cộng           | 1            | 0            | 0       | 0         | 0             | 0             | -       | -         | -       | -         | 1       | 0         |
| Voluntari           | 2015–16             | 12           | 1            | 1       | 0         | 1             | 0             | -       | -         | -       | -         | 14      | 1         |
| Tổng cộng           | Tổng cộng           | 12           | 1            | 1       | 0         | 1             | 0             | -       | -         | -       | -         | 14      | 1         |
| Târgu Mureș         | 2015–16             | 9            | 0            | 2       | 0         | -             | -             | -       | -         | -       | -         | 11      | 0         |
| Tổng cộng           | Tổng cộng           | 9            | 0            | 2       | 0         | -             | -             | -       | -         | -       | -         | 11      | 0         |
| Tổng cộng sự nghiệp | Tổng cộng sự nghiệp | 186          | 14           | 11      | 0         | 2             | 0             | 12      | 0         | 1       | 0         | 212     | 14        |

## Danh hiệu
- Steaua București:
  - Românian Liga I: 2012–13, 2013–14, 2014–15
  - Cúp bóng đá România: 2014–15
  - Siêu cúp bóng đá România: 2013
  - Românian Cúp Liên đoàn: 2014-15